# 水深
水深（すいしん）とは、海面、湖面、河面、プール等の水面からその底面までの垂直距離である。

## 概要
広義の水深は、その時々における測定地点における水面から底面までの距離を指す。
川などの水面の高さを表す「水位」とは、観測所が定めた基準面からの高さであり、水深とは必ずしも一致しない。
各国で発行する海図は、1953年1月に国際水路局が定めた記号・略語基準表(Standard List of Symbols and Abbreviations used on Nautical Charts)に準拠して作成することになっている。水路業務法により海上保安庁等が製作するところの海図等における水深表示の基準面は、略最低低潮面（ほぼさいていていちょうめん）と呼ばれる、最も潮が引いたと想定した水面を用いる。つまりこの表示方法は「それより浅いことはない」という水深の表示方法であり、大きく潮が引いたとしてもその部分には必ず表示されただけの水深があることになる。
いっぽう、海岸線とは、略最高高潮面より上に出ている部分の境界線を言う。したがって、海域であっても干潮時だけ水面から出るような部分は水深がゼロ以下となる。このような部分を干出といい、干出岩、干出浜として表示される。
また、海図であっても地上の標物の高さの基準面は東京湾中等潮位（Tokyo Peil, 略称：T.P.）を用いるので、地上物の高さと海底の間の垂直方向の距離は、単純に標高と水深を加えたものではなく、東京湾中等潮位と略最低低潮面の差分を考慮する必要がある。
水深が等しい点を結んだ線を等深線という。等深線は、水深2メートル（二点線）、5メートル（破線）、10メートル（一点鎖線）、20メートル、200メートル（いずれも二点鎖線）で表示する。水深は海図に斜体の数字で示す。水深21メートル未満の水深は、1デシメートル単位の端数を下付き数字で示す。1デシメートル未満の端数は切り捨てる。水深21メートル以上31メートル未満の水深は、5デシメートルごとに切り捨てる。水深31メートル以上の水深は、1メートル未満の端数を切り捨てる。
測量法に基づき国土地理院等が製作するところの地形図の湖沼水深は、湖沼の水面から測る湖沼の水面の標高は、東京湾平均海面を基準とする標高で示す。湖沼水深は湖沼調査によって計測する。
なお、地形図においても海岸線は最高海面より上に出ている部分の境界線を言う。干潮時にのみ水面から出る部分は、隠顕岩（いんけんがん）または干潟として表示される。